# Kurt Hälker
Kurt Hälker (Decknamen: Robert Vidal, Hugo Erb; * 2. Mai 1922 in Duisburg; † 4. Februar 2010 in Berlin) war ein deutscher Widerstandskämpfer gegen den Nationalsozialismus. Er gab Informationen, die er als Marinefunker erhielt, an die Résistance weiter. Später war er unter anderem stellvertretender Generalsekretär des Friedensrates der DDR.

## Leben
Nach dem Schulabschluss absolvierte er eine handwerkliche Ausbildung als Polsterer. Kurz darauf erreichte ihn der Einberufungsbefehl.
Als Angehöriger der deutschen Kriegsmarine war er ab 1941 in Frankreich stationiert und wurde in einer Nachrichtenabteilung auf Guernsey und dann im Stab der Kriegsmarine in Paris eingesetzt. Durch den Maat Hans Heisel erhielt er Kontakt zu emigrierten deutschen Widerstandskämpferinnen wie Thea Saefkow und damit Anschluss an die Résistance, über die er wichtige militärische Informationen an die Alliierten weiterleiten konnte. Zusammen mit Arthur Eberhardt und Hans Heisel bildete Hälker Anfang 1943 eine „antifaschistische Wehrmachtsgruppe“. Im Herbst 1943 gehörte er zu den Gründungsmitgliedern des Komitee Freies Deutschland für den Westen (KFDW), auch bekannt als Comité „Allemagne libre“ pour l’Ouest (CALPO).
Im Vorfeld des Volksaufstandes in Paris im August 1944 setzten sie sich von der Marine ab und integrierten sich in den militärischen Teil der Résistance, Hälker erhielt den Kampfnamen Robert Vidal. Er gehörte zu den Aufständischen, die das Gebäude des Zentralkomitees der FKP gegen Angriffe deutscher Truppenteile verteidigten. Nach der endgültigen Befreiung von Paris nahm er das zum Anlass, Mitglied der FKP zu werden. Zwischen September 1944 und Januar 1945 war er Frontbeauftragter des Komitees Freies Deutschland für den Westen (KFDW) in der französischen Armee an Fronten in Lothringen und im Elsass. Ab März 1945 wurde er von den US-Streitkräften und dem OSS in Frankreich ausgebildet, um als Fallschirmagent in den noch von der Wehrmacht besetzten Gebieten Deutschlands eingesetzt zu werden. Durch das Kriegsende kam er nicht mehr zum Einsatz.
Noch 1945 kehrte Hälker nach Duisburg zurück und wurde Mitglied der KPD. Nach Übersiedlung in die SBZ 1947 begann er ein Studium in Leipzig und wurde Mitglied der SED. Ab 1950 führte er verschiedene hauptamtliche und ehrenamtliche Funktionen in der Friedensbewegung und in antifaschistischen Organisationen aus. Seit 1972 war er stellvertretender Generalsekretär des Friedensrates der DDR. Hälker zählt zu den Zeitzeugen, die in dem 1973 in der DDR erschienenen Buch Resistance – Erinnerungen deutscher Antifaschisten zu Wort kamen. Später war in dem 1992 gegründeten Verein DRAFD aktiv.
Hälker lebte in Berlin-Karlshorst.

## Auszeichnungen
- Vaterländischer Verdienstorden in Silber (1979) und in Gold (1987)
- Orden Stern der Völkerfreundschaft in Silber (1982)

## Schriften
- Kurz vor Schluss in St. Germaine oder Risikovolles Finale. Erinnerungen an eine Fallschirmausbildung 1945. In: Hans Schafranek/Johannes Tuchel (Hrsg.): Krieg im Äther. Widerstand und Spionage im Zweiten Weltkrieg. Picus Verlag, Wien 2004.[3]
- So erlebte ich den 8. Mai 1945 (Memento vom 19. April 2016 im Internet Archive). Erinnerung Hälkers auf drafd.de.

## Filme
- Kurt Hälker und Hans Heisel – Deutsche Widerstandskämpfer in der Résistance. Dokumentarfilm von Bodo Kaiser, Deutschland 2003 (55 Min.).
- Frankreichs fremde Patrioten – Deutsche in der Résistance. Regie: Wolfgang Schoen, Frank Gutermuth, Deutschland 2006 (53 Min.).[4]